# MTV
MTV («укр. Ем-ті-ві́»; повна назва — Music Television) — музично-розважальний телеканал, присвячений сучасній популярній музиці та молодіжній субкультурі. Вперше телеканал вийшов в ефір в США 1 серпня 1981.
Бренд MTV використовують багато телекомпаній цієї мережі в різних країнах світу.
В Україні MTV («MTV Україна») розпочав свою роботу 24 серпня 2007 року. 1 червня 2013 року MTV Україна припинив своє мовлення.

## Історія MTV
Мовлення телеканалу, присвяченого сучасній популярній музиці, — MTV (Music Television) — почалося в США 1 серпня 1981. Концепція каналу з'явилася ще в 1978 році — як музичний канал місцевої кабельної телемережі в Колумбусі, штат Огайо. Загальнонаціональне мовлення MTV почалося 1 серпня 1981 (хоча перші трансляції були доступні лише жителям Нью-Джерсі).
Першим відеокліпом, показаним в ефірі каналу став «Video Killed the Radio Star» (укр. Відео вбило радіозірку) групи The Buggles. До каналу відразу прийшов успіх — через короткий час він налічував вже два мільйони передплатників. Тим часом канал піддався і звинуваченнями в расизмі — в перші роки існування на MTV показувалися в основному відеокліпи білих виконавців (на що керівники каналу приводили довід, що виробництво відеокліпів негритянських музикантів було досить незначним). Ситуація змінилася з виходом кліпу Майкла Джексона «Billie Jean» в 1983 році: цей і наступні відеокліпи музиканта потрапили в постійну ротацію каналу. Досить скоро звукозаписні компанії побачили в MTV величезний маркетинговий інструмент, і майже всі нові сингли стали супроводжуватися відеокліпами, які у багатьох виконавців перетворювалися на міні-фільми.
У 1984 році на каналі з'явився свій перший хіт-парад Top 20 Video Countdown. З того ж року стали проводитися церемонії нагородження найпопулярніших кліпів на каналі (MTV Video Music Awards). У 1985 році на каналі вперше з'явилася соціальна реклама безпечного сексу.
1 серпня 1987 з відеокліпу «Money for Nothing» розпочала мовлення європейська філія каналу — MTV Europe, яка в наступні роки ліцензувала створення безлічі національних каналів MTV в країнах Європи.